# Villino Amero D'Aste Stella
Il Villino Amero d'Aste Stella si trova in via Abruzzi 6 presso l'incroco con Via Sardegna nel rione Ludovisi a Roma.

## Storia
L'edificio fu costruito per l'ammiraglio Marcello Amero d'Aste Stella dall'ingegner Orazio Orengo.
L'edificio ha subito un intervento di restauro in cui il colore di ritinteggiatura è stato sbagliato in quanto le cornici e le bugne invece che gialle dovevano essere color travertino.

## Descrizione
L'edificio si sviluppa su tre piani.
Le finestre sono architravate sia al piano terra che al primo piano.
Il piano terra ed agli angoli della facciata vi è un bugnato.
Alla facciata che prospetta su via Abruzzi vi è un portico d'ingresso con un'arcata che sorregge un balcone con balaustra e serliana verso il giardino.
Sopra l'arcata d'ingresso è posto lo stemma D'Aste Stella, mentre sulla terrazza si trova un'arcata con delle lesene ioniche con timpano curvo.